# Súmulas

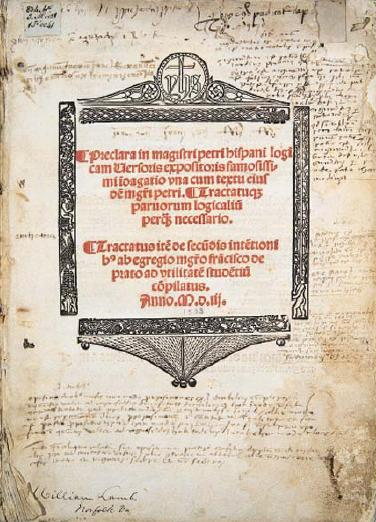
Tractatus de Pedro Hispano, edición de 1522.

Las súmulas o summulas (del latín summŭla, diminutivo de summa, significa "suma") son los compendios que contienen los principios elementales de la lógica.

## Sumulistas
Los sumulistas son las personas que se dedican al estudio y/o la enseñanza de las súmulas. Entre los escritores de súmulas del siglo XVI español destacan:
- Alonso de la Veracruz (1507-1584)
- Domingo Báñez (1528-1604)
- Domingo de Soto (1494-1560)
- Tomás de Mercado (1523-1575)

Las universidades que estaban a la vanguardia en la enseñanza de la súmulas en el siglo de oro español fueron: Alcalá, Salamanca y Sevilla. Las facultades de Artes, en aquella época, disponían de cátedras (prima y secunda) de Gramática, Retórica, Súmulas (lógica), Dialéctica y Filosofía natural y moral.

## Obras destacadas
- Petrus Hispanus (s. XIII): Tractatus o Summulae logicalis magistri Petri Hispani.
- Antonio de Escobar y Mendoza (1627): Summula casuum conscientiae